# Tokkuri Ike
Tokkuri Ike (von japanisch 徳利 ‚Sakeflaschensee‘) ist ein See an der Prinz-Harald-Küste des ostantarktischen Königin-Maud-Lands. Auf der Halbinsel Skarvsnes am Ostufer der Lützow-Holm-Bucht liegt er auf der nordwestlichen Anhöhe des Kizahashi Beach.
Japanische Wissenschaftler benannten ihn 2012 deskriptiv in Verbindung mit seinem Überlauf.